# Olivette Otele
Olivette Otele (Camarões, 1970) é uma historiadora e pesquisadora francesa, nascida nos Camarões. Sua pesquisa foca nas ligações entre história, memória e geopolítica em relação ao passado colonial francês e britânico. Olivette é professora da Universidade Bath Spa, em Bath, Inglaterra, sendo a primeira mulher negra a ser indicada para a cadeira de História em uma universidade do Reino Unido. É autora do livro Afro-Europeans: A Short History.

## Biografia
Olivette nasceu nos Camarões em 1970, sendo criada em Paris. Estudou na Universidade Paris-Sorbonne, trabalhando desde a graduação com a Europa Colonial e a história pós-colonial. Obteve o bacharelado em Literatura em 1998 e o mestrado em 2000. Seu doutorado foi obtido em 2005, com a tese Mémoire et politique: l'enrichissement de Bristol par le commerce triangulaire, objet de polémique, focando no papel da cidade de Bristol no comércio e escravidão negra transatlântica.
A grande influência na pesquisa de Olivette é o historiador congolês Elikia M'Bokolo. Além de falar inglês, francês e alemão fluentemente, Olivette também fala três dialetos camaroneses, euondo, eton e bulu.

## Carreira
Após o doutorado, Olivette se tornou professora associada da Universidade de Paris. Nesta época, trabalhou com identidade britânica em Gales e o que significa ser negro, britânico e galês. Em 2018, aos 48 anos, tornou-se a primeira mulher negra a chefiar a cadeira de história de uma universidade britânica. Sua promoção e reconhecimento no meio universitário foi atrasada por ser mãe de duas crianças e por ser uma mulher negra. Segundo o relatório Race, Ethnicity & Equality Report da Royal Historical Society, publicado em outubro de 2018, apenas 0.5% dos historiadores que trabalham em universidades do Reino Unido são negros.
Até a promoção catedrática de Olivette, nenhuma mulher negra trabalhava como professora universitária em uma universidade britânica. Ela espera que sua indicação abra as portas para mais mulheres, especialmente as negras, no meio acadêmico. Na época de sua promoção, Olivette comentou que qualquer sucesso que seja usado apenas para melhorar sua própria vida, era um desperdício de possibilidades e que seu sucesso de nada significaria se isso não trouxe oportunidades para outras pessoas. Ela também ressaltou as dificuldades para se tornar professora e pesquisadora:
| “ | Trabalhei muito duro e continuei me esforçando e formei uma família... É difícil. Estou cansada. É desolador. | ” |

A vice-reitora da Universidade Bath Spa, professora Susan Rigby, descreve Olivette como uma pesquisadora de primeira linha e mundialmente respeitada.
Olivette participou de vários eventos e simpósios relacionados à Diáspora Africana. Seus estudos analisam o modo como as sociedades britânica e francesa definem cidadania, além de ter estudado o tráfico transatlântico de escravos.
Olivette é membro da Royal Historical Society e membro da diretoria da associação dos Historias Against Slavery (Historiadores Contra a Escravidão). É membro executivo da Sociedade Britânica para Estudos do Século XVIII, membro da Associação Britânica de Estudos Culturais e membro do Centro Internacional de Pesquisa sobre Escravidão. Publicou artigos em vários meios da mídia, como a BBC e Times Higher Education. Escreveu e contribuiu em diversos livros. Seu livro Afro-Europeans: a Short History foi publicado em 2008. Seu segundo livro, Post-Conflict Memorialization: Missing Memorials, Absent Bodies, está programado para ser publicado em 2019.

## Reconhecimento
Olivette foi nomeada pela lista da BBC de 100 grandes mulheres de 2018, que celebra mulheres inspiradoras e influentes ao redor do mundo; ela está na posição de número 69, junto de Abisoye Ajayi-Akinfolarin, Nimco Ali e Uma Devi Badi. Olivette acredita que sua indicação, sua carreira e reconhecimento influenciará outras pessoas e espera que elas busquem carreira acadêmica a partir de seu exemplo.
| “ | Quero mostrar às mulheres que se parecem comigo que elas podem fazer o que quiserem. Não sou um super humano. | ” |